# Сігрламі
Сігрламі (Sigrlami), або Свафрламі (Svafrlami) — Міфічний конунг Гардарикі, з розповіді про
якого починається Сага про Гервер. Син або онук Одіна. Батько красуні Ейвури (Eyfura). Власник чарівного меча Тюрвінга (Tyrfingr). Зятем і воєводою при Сіргламі був Арнгрім (Arngrímr). Жив за дев'ять поколінь до Івара Широкі Обійми (VII століття), тобто приблизно в IV столітті.
Існує дві версії розповіді про Сіргламі:
- перша викладена у версіях H і U саги про Гервер: згідно з цією версією, Свафрламі названий сином Сігрламі, який у свою чергу названий сином Одіна. За цією версією, Арнгрім вбиває Свафрламі і заволодіває Тюрфінгом і дочкою Конунга.
- друга викладена у версії R саги про Гервер: згідно з цією версією, Свафрламі названий Сігрламі, а його походження не вказано. Арнгрім стає військовим вождем при старому конунгу Сігрламі і отримує Тюрфінг і дочку в подарунок.

## Тюрфінг
Одного разу на полюванні Сігрлами побачив з коня двох гномів поруч з великим каменем. Розмахуючи над ними своїм мечем, він не дав їм зникнути. Тоді гноми на ім'я Двалінн і Дурін запитали, як вони можуть себе викупити, і почали кувати магічний меч. Але перш ніж зникнути, гноми прокляли меч так, щоб його не можна було вкласти в піхви, не омивши теплою кров'ю, щоб він став загибеллю Свафрламі і причиною трьох зол.

Викуваний гномами меч ніколи не ламається, не іржавіє, з легкістю прорубує залізо і камінь і завжди приносить перемогу. Отримавши меч, Свафрламі побачив, що той вишуканий і прекрасний, і назвав його Тюрфінгом.

## Арнгрім
Одного разу Сігрламі зіткнувся з берсерком Арнгрімом. Згідно з версіями H і U, почалася битва. Тюрфінг пробив щит Арнгріма і встромився в землю, тоді Арнгрім відрубав конунгу руку, взяв Тюрфінг і вбив ним Сігрламі. Після битви Арнгрім силою взяв за дружину дочку Сігрламі Хейд (давньоскан. Heiðr), або Ейвуру.
Згідно з версією R, вікінг на ім'я Арнгрім приїхав до Гардарики, завоював довіру Сігрламі і став військовим вождем при старіючому конунгу. У подарунок Свафрламі дав йому Тюрфінг і свою дочку.